# Olisbos

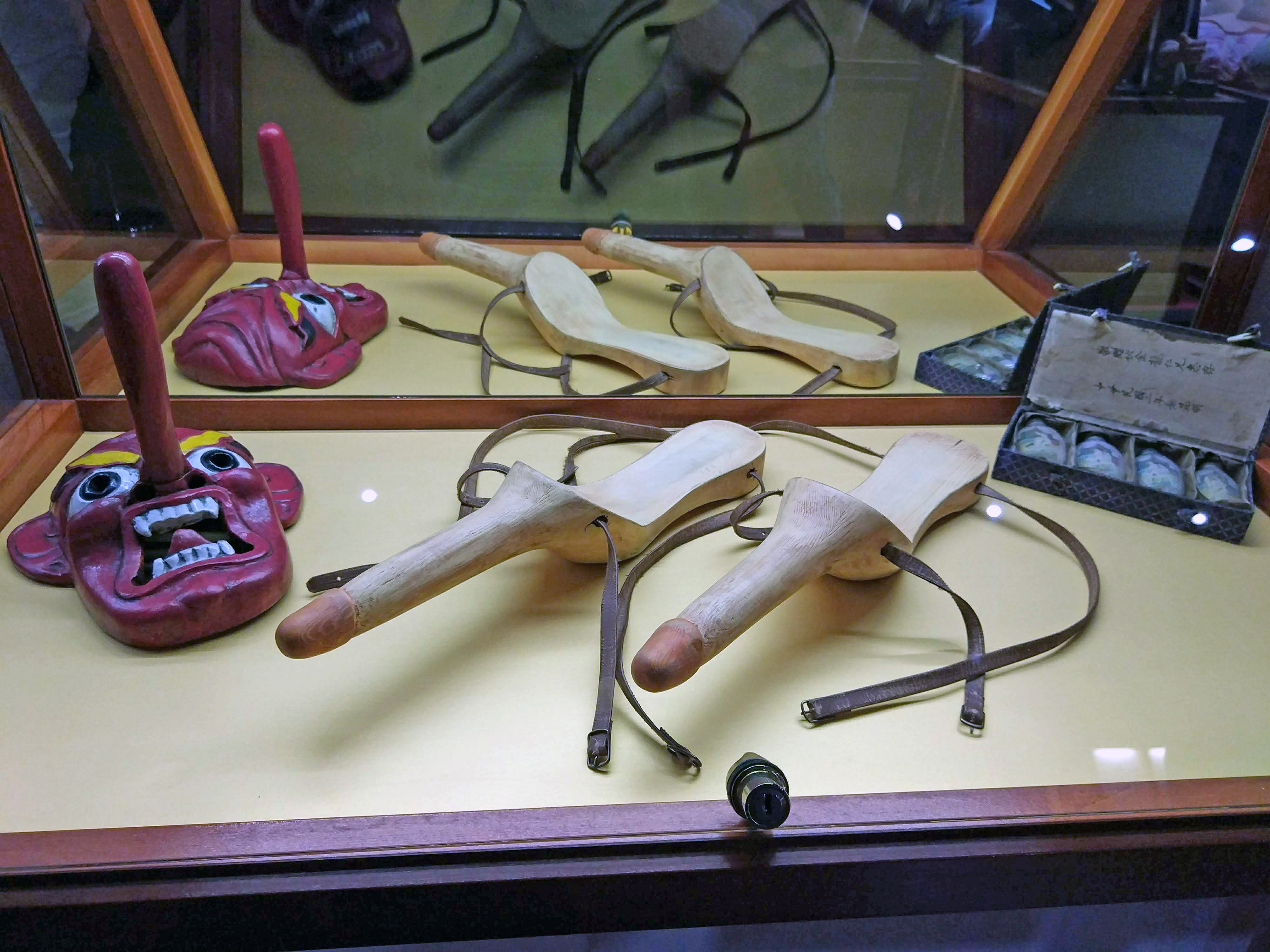
Olisbos em exposição no Museu Nacional de Praga.

O olisbos é um artefato histórico, reconhecido como uma das primeiras formas de dildos, usado para prazer sexual. Sua origem remonta às civilizações antigas, com um papel significativo na cultura, arte e até mesmo na religião dessas sociedades. 

### Etimologia e Origens
O termo "olisbos" vem do grego antigo, referindo-se a objetos fálicos usados para simular o órgão sexual masculino. O uso desses objetos é documentado em várias culturas antigas, incluindo Grécia, Roma, Egito e Ásia.

### História
A história do olisbos reflete as práticas sexuais e sociais das culturas antigas. Na Grécia Antiga, era comum o uso de olisbos pelas mulheres, especialmente durante longos períodos de guerra quando os maridos estavam ausentes. Existem também registros de seu uso em rituais ligados à fertilidade e à adoração de divindades.

### Representação Cultural e Arte

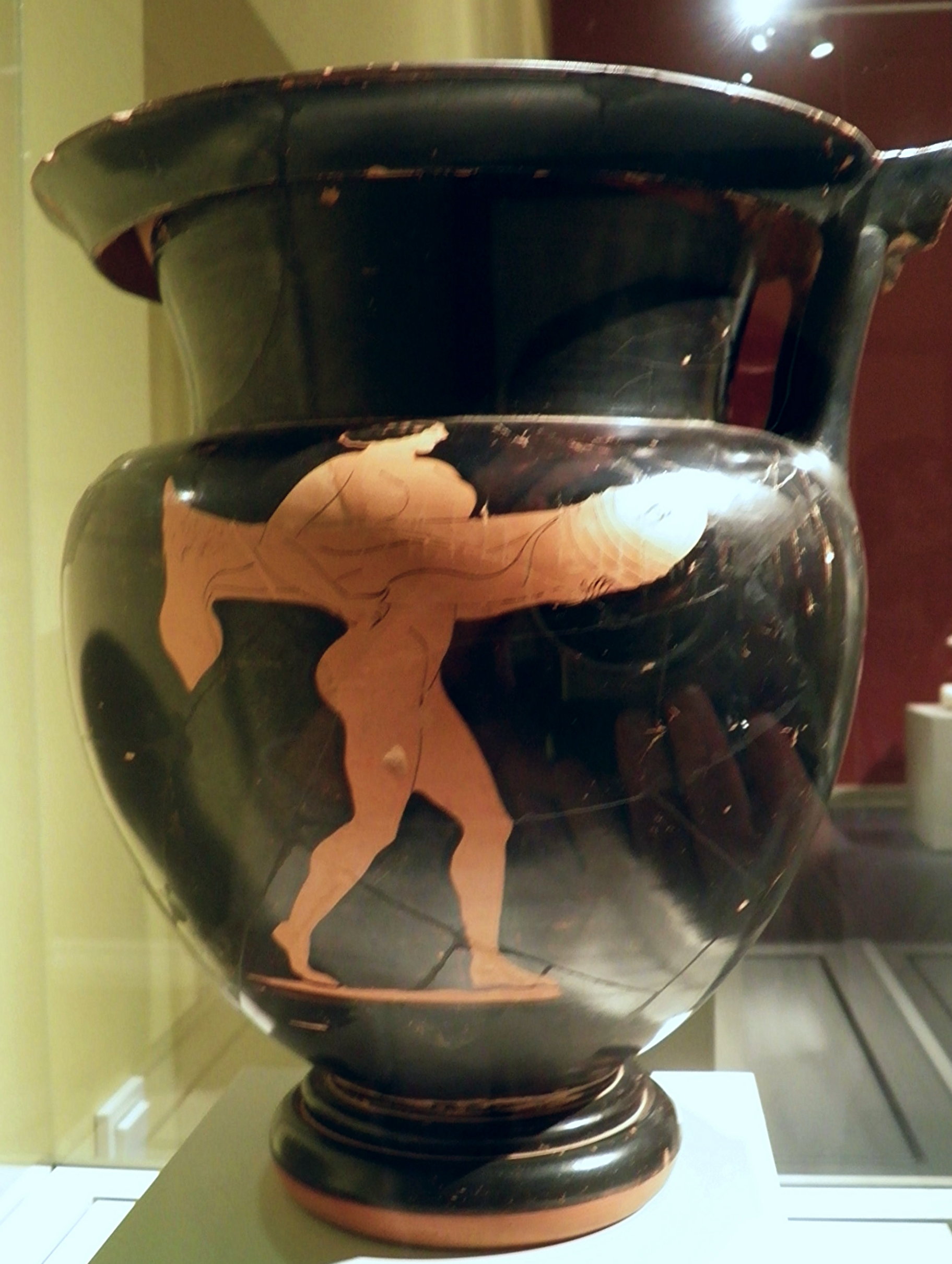
Vaso de 470 a.C.

Os olisbos aparecem frequentemente em artefatos artísticos da antiguidade, como cerâmicas, pinturas e literatura. Eles eram muitas vezes representados em cenas humorísticas ou satíricas, mas também em contextos que indicam seu uso em práticas sexuais e rituais religiosos.

### Evolução e Variações

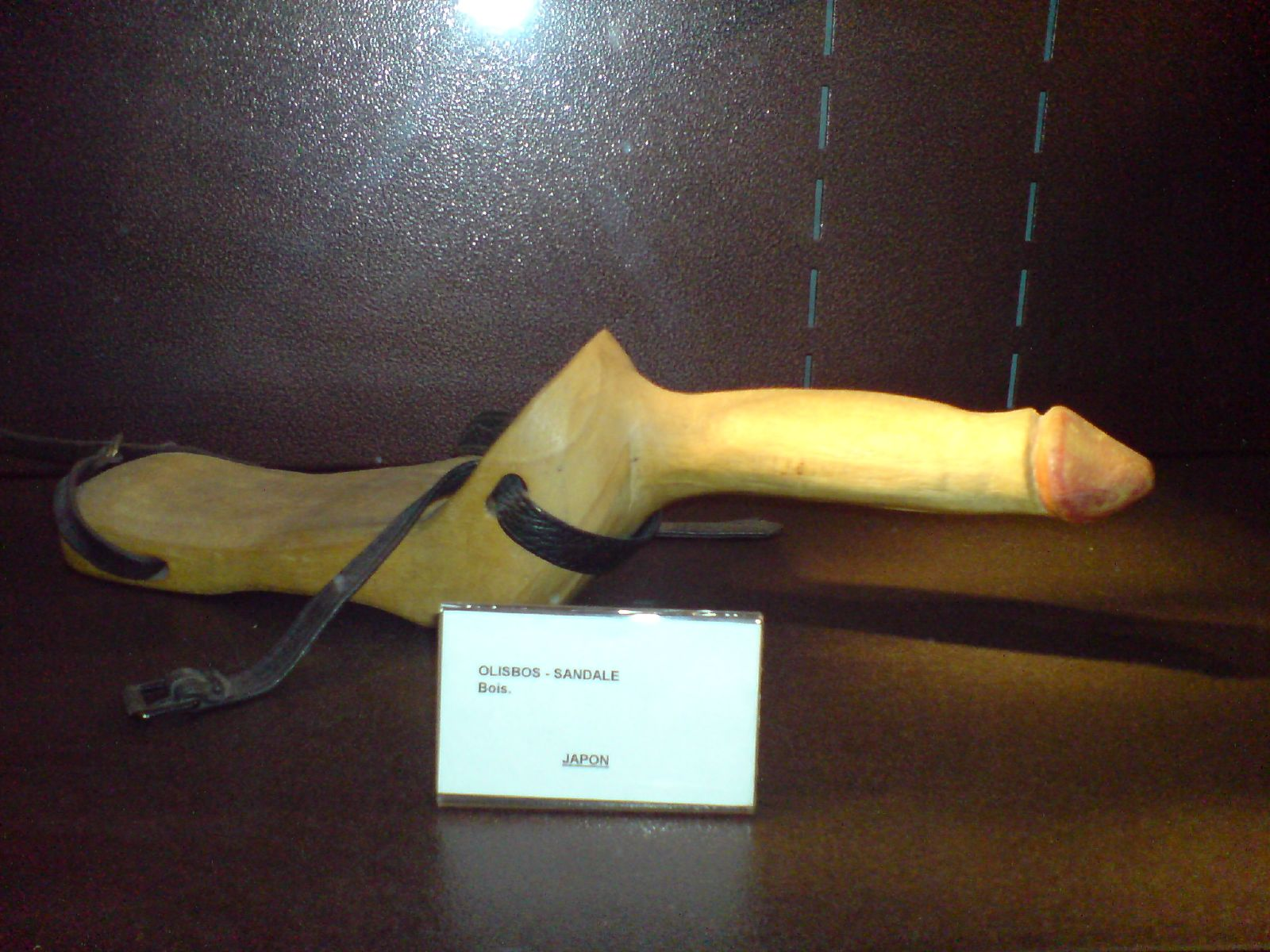
Olisbos em madeira

Ao longo dos séculos, o olisbos passou por várias transformações em termos de materiais e design. Inicialmente feitos de madeira, couro ou até mesmo pedra, os dildos modernos são feitos de silicone, plástico e outros materiais seguros para o corpo. As inovações tecnológicas trouxeram características como vibração, pulsação e interatividade.

### Uso Contemporâneo
No mundo contemporâneo, o dildo, sucessor moderno do olisbos, é amplamente utilizado para prazer pessoal, terapia sexual e educação sexual. Sua aceitação e disponibilidade cresceram, refletindo mudanças nas atitudes sociais em relação à sexualidade e ao prazer sexual.

### Perspectiva Sociocultural
A evolução do olisbos em diferentes culturas ilustra a mudança nas percepções sociais da sexualidade. Enquanto em algumas culturas antigas seu uso era abertamente aceito e até celebrado, em outras era tabu ou restrito. Hoje, sua evolução para o dildo moderno reflete uma maior abertura e aceitação da exploração do prazer sexual.